# Saifu
Saifu (vers 577) est un Roi Aksoum.